# Ceroctis nitida
Ceroctis nitida is een keversoort uit de familie van oliekevers (Meloidae). De wetenschappelijke naam van de soort is voor het eerst geldig gepubliceerd in 1950 door Pic.